# Allée de l'Île-Gloriette
Pour les articles homonymes, voir Gloriette (homonymie).
L'allée de l'Île-Gloriette est une voie de Nantes, en France. 

## Situation et accès
Il s'agit d'une partie orientale d'un ancien quai de la Loire (sa partie occidentale, au-delà de la rue Deurbroucq, située dans le centre-ville de Nantes, formant un tronçon de l'actuelle rue Albert-de-Mun).

## Origine du nom
Selon Ange Guépin, le nom de « île Gloriette » est rattaché au terme architectural de « gloriette » désignant un petit pavillon, et provient de celui d'un château ducal, que le duc François II de Bretagne aurait donné à l'un de ses officiers.

## Historique
En 1580, cette rive sud du bras de l'Hôpital n'est pas aménagée, l'île Gloriette ne contient aucune construction humaine. À partir de cette date, les chantiers pour la construction des galères et autres navires, situés auparavant sur le Port au Vin, y sont transférés. Au XVIIe siècle, c'est encore une zone de pâturage. Lorsque le quai est construit, il borde le bras de Loire peu profond, qui est comblé en 1926. Le « quai de l'Île-Gloriette » devient officiellement une « allée » dans les années 1950.
La rue longe, sur sa partie nord-est, le tracé du tunnel ferroviaire de Chantenay, achevé en 1955. Cette partie de l'ouvrage est une galerie couverte. Une bouche d'évacuation est ouverte à l'extrémité de la rue.

## Bâtiments remarquables et lieux de mémoire
L'hôtel Deurbroucq, bâtiment du XVIIIe siècle, classé au titre des monuments historiques, est occupé par Tribunal de commerce jusqu'à son transfert au nouveau palais de justice. Il est désormais utilisé, pour partie, comme siège du CHU de Nantes, tandis que le Tribunal administratif occupe la majeure partie des locaux restants.

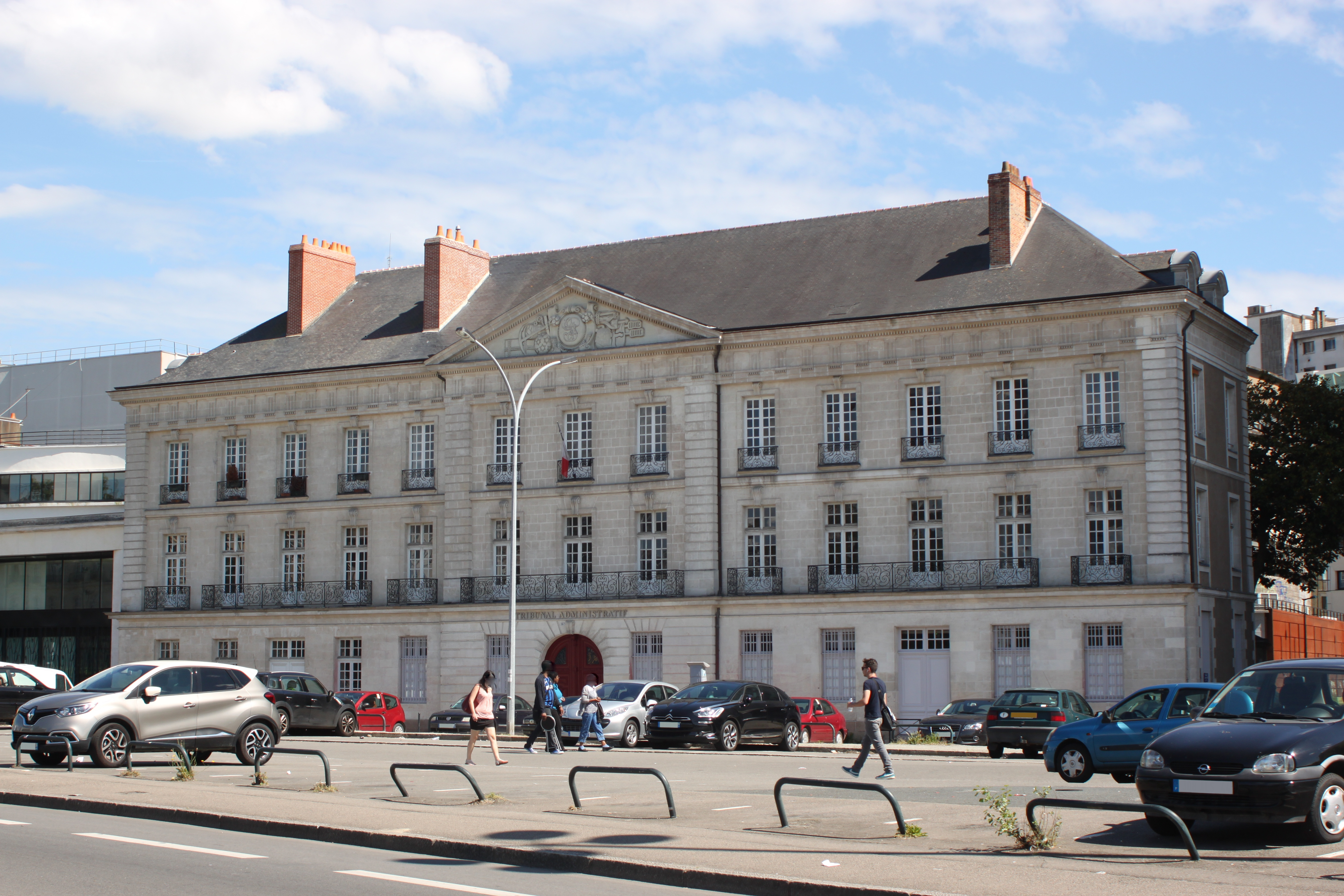
L'hôtel Deurbroucq, siège du Tribunal administratif de Nantes.